# 柯柳 (愛荷華州)
柯柳（英語：Curlew）是一個位於美國愛荷華州帕洛阿爾托縣的城市。

## 地理
柯柳的座標為42°58′49″N 94°44′15″W / 42.98028°N 94.73750°W，而該地的平均海拔高度為378米（即1240英尺）。

## 人口
根據2010年美國人口普查的數據，柯柳的面積為1.97平方千米，當中陸地面積為1.97平方千米，而水域面積為0.00平方千米。當地共有人口58人，而人口密度為每平方千米29人。